# 比萊 (瓦拉什區)
51°38′29″N 25°59′59″E / 51.64139°N 25.99972°E
比萊（烏克蘭語：Біле）是烏克蘭西北部里夫內州瓦拉什區的村莊。該村始建於1561年，面積21.7平方公里，海拔高度150米，2001年人口755，人口密度每平方公里35.7人。